# Mārtiņš Bots
Mārtiņš Bots, né le 12 mai 1999, est un lugeur letton. 

## Palmarès

### Jeux olympiques
- Médaille de bronze en relais par équipes aux JO 2022 de Pékin.

### Championnats du monde de luge
- médaille d'or en sprint en 2024.
- : Médaille d'argent en double en 2025.
- médaille de bronze en relais en 2023 et 2024.

### Coupe du monde
- 1 petit globe de cristal en individuel : 
  - Vainqueur du classement sprint en 2024.
- 20 podiums en double : 
  - en classique : 6 victoires, 5 deuxièmes places et 6 troisièmes places.
  - en sprint : 2 victoires et 1 deuxième place.
- 10 podiums en relais : 6 victoires, 3 deuxièmes places et 1 troisième place.
- 1 podium en double mixte : 1 deuxième place.

### Championnats d'Europe de luge
- Médaille d'or par équipe aux Championnats d'Europe de luge 2022 de Saint-Moritz.
- Médaille d'or par équipe aux Championnats d'Europe de luge 2023 de Sigulda.
- Médaille de bronze en double aux Championnats d'Europe de luge 2021 de Sigulda.
- Médaille de bronze en double aux Championnats d'Europe de luge 2022 de Saint-Moritz.
- Médaille de bronze en double aux Championnats d'Europe de luge 2023 de Sigulda.